# Метасемантика
У філософії мови та метафізиці метасемантика — це дослідження основ семантики природної мови (філософське дослідження значення). Метасемантика шукає «належне розуміння композиційності, об’єкта істинно-умовного аналізу, метафізики референції, а також, що найважливіше, сфери застосування самої семантичної теорії» і запитує, «яким чином вирази стають наділеними з їх семантичним значенням».

## Дивіться також
- Філософія мови
- Метафізика